# Вілліан Карвалью
Вілліан Карвалью (порт. William Carvalho, нар. 7 квітня 1992, Луанда, Ангола) — португальський футболіст, півзахисник клубу «Реал Бетіс» та національної збірної Португалії.
Переможець Чемпіонату Європи 2016 у складі збірної Португалії.

## Клубна кар'єра
Вихованець футбольної школи лісабонського «Спортінга». Дорослу футбольну кар'єру розпочав 2010 року в основній команді того ж клубу, в якій провів один сезон. 
Протягом 2011 року захищав на умовах оренди кольори клубу «Фатіма», а протягом 2012—2013 років був орендований до бельгійського «Серкля» (Брюгге).
До складу «Спортінга» повернувся з оренди 2013 року, після чого став регулярно виходити в основному складі його команди.

## Виступи за збірні
2012 року  залучався до складу молодіжної збірної Португалії. На молодіжному рівні зіграв у 15 офіційних матчах, забив 2 голи.
19 листопада 2013 року дебютував в офіційних матчах у складі національної збірної Португалії, вийшовши на заміну у грі відбору до чемпіонату світу 2014 року проти збірної Швеції. 
У складі збірної був учасником чемпіонату Європи 2016 року у Франції, на якому португальці здобули перший у своїй історії титул континентальних чемпіонів. На турнірі взяв участь у п'яти з семи ігор своєї команди, у тому числі повністю провів на полі фінальну гру проти господарів змагання.
| Дата       | Місто         | Господарі         | Результат               | Гості      | Турнір                | Голи | Примітки  |
| ---------- | ------------- | ----------------- | ----------------------- | ---------- | --------------------- | ---- | --------- |
| 19-11-2013 | Стокгольм     | Швеція            | 2 – 3                   | Португалія | Відбір до ЧС 2014     | -    | 73'       |
| 5-3-2014   | Лейрія        | Португалія        | 5 – 1                   | Камерун    | товариський матч      | -    | 76'       |
| 31-5-2014  | Лісабон       | Португалія        | 0 – 0                   | Греція     | товариський матч      | -    | 89'       |
| 10-6-2014  | Іст-Ратерфорд | Ірландія          | 1 – 5                   | Португалія | товариський матч      | -    |           |
| 22-6-2014  | Манаус        | США               | 2 – 2                   | Португалія | ЧС 2014 - 1-й етап    | -    | 46'       |
| 26-6-2014  | Бразиліа      | Португалія        | 2 – 1                   | Гана       | ЧС 2014 - 1-й етап    | -    |           |
| 7-9-2014   | Авейру        | Португалія        | 0 – 1                   | Албанія    | Відбір до ЧЄ 2016     | -    | 56'       |
| 11-10-2014 | Сен-Дені      | Франція           | 2 – 1                   | Португалія | товариський матч      | -    | 46'       |
| 14-10-2014 | Копенгаген    | Данія             | 0 – 1                   | Португалія | Відбір до ЧЄ 2016     | -    |           |
| 14-11-2014 | Фару          | Португалія        | 1 – 0                   | Вірменія   | Відбір до ЧЄ 2016     | -    | 88' 90+1' |
| 18-11-2014 | Манчестер     | Аргентина         | 0 – 1                   | Португалія | товариський матч      | -    | 78'       |
| 29-3-2015  | Лісабон       | Португалія        | 2 – 1                   | Сербія     | Відбір до ЧЄ 2016     | -    | 86'       |
| 13-6-2015  | Єреван        | Вірменія          | 2 – 3                   | Португалія | Відбір до ЧЄ 2016     | -    | 63'       |
| 14-11-2015 | Краснодар     | Росія             | 1 – 0                   | Португалія | товариський матч      | -    |           |
| 17-11-2015 | Люксембург    | Люксембург        | 0 – 2                   | Португалія | товариський матч      | -    | 79'       |
| 25-3-2016  | Лейрія        | Португалія        | 0 – 1                   | Болгарія   | товариський матч      | -    | 74'       |
| 29-3-2016  | Лейрія        | Португалія        | 2 – 1                   | Бельгія    | товариський матч      | -    | 73'       |
| 29-5-2016  | Порту         | Португалія        | 3 – 0                   | Норвегія   | товариський матч      | -    |           |
| 2-6-2016   | Лондон        | Англія            | 1 – 0                   | Португалія | товариський матч      | -    | 73'       |
| 8-6-2016   | Лісабон       | Португалія        | 7 – 0                   | Естонія    | товариський матч      | -    | 70'       |
| 18-6-2016  | Париж         | Португалія        | 0 – 0                   | Австрія    | ЧЄ 2016 - 1-й етап    | -    |           |
| 22-6-2016  | Десін-Шарп'є  | Угорщина          | 3 – 3                   | Португалія | ЧЄ 2016 - 1-й етап    | -    |           |
| 25-6-2016  | Ленс          | Хорватія          | 0 – 1 д.ч.              | Португалія | ЧЄ 2016 - 1/8 фіналу  | -    | 78'       |
| 30-6-2016  | Марсель       | Польща            | 1 – 1 д.ч. (3 - 5 п.п.) | Португалія | ЧЄ 2016 - чвертьфінал | -    | 90' 96'   |
| 10-7-2016  | Сен-Дені      | Португалія        | 1 – 0 д.ч.              | Франція    | ЧЄ 2016 - Фінал       | -    | 98'       |
| 1-9-2016   | Порту         | Португалія        | 5 – 0                   | Гібралтар  | товариський матч      | -    | 46'       |
| 6-9-2016   | Базель        | Швейцарія         | 2 – 0                   | Португалія | Відбір до ЧС 2018     | -    | 46'       |
| 10-10-2016 | Торсгавн      | Фарерські острови | 0 – 6                   | Португалія | Відбір до ЧС 2018     | -    |           |
| 13-11-2016 | Фару          | Португалія        | 4 – 1                   | Латвія     | Відбір до ЧС 2018     | 1    |           |
| 25-3-2017  | Лісабон       | Португалія        | 3 – 0                   | Угорщина   | Відбір до ЧС 2018     | -    |           |
| 28-3-2017  | Машіку        | Португалія        | 2 – 3                   | Швеція     | товариський матч      | -    | 46'       |
| 3-6-2017   | Ештуріл       | Португалія        | 4 – 0                   | Кіпр       | товариський матч      | -    | 46'       |
| 9-6-2017   | Рига          | Латвія            | 0 – 3                   | Португалія | Відбір до ЧС 2018     | -    |           |
| 18-6-2017  | Казань        | Португалія        | 2 – 2                   | Мексика    | Кубок Конфедерацій    | -    |           |
| 21-6-2017  | Москва        | Росія             | 0 – 1                   | Португалія | Кубок Конфедерацій    | -    |           |
| 28-6-2017  | Казань        | Португалія        | 0 – 0 д.ч. (0 - 3 п.п.) | Чилі       | Кубок Конфедерацій    | -    | 31'       |
| 2-7-2017   | Москва        | Португалія        | 2 – 1 д.ч.              | Мексика    | Кубок Конфедерацій    | -    | 91'       |
| Усього     |               | Матчів            | 37                      |            | Голів                 | 1    |           |

## Досягнення
- Володар Кубка Португалії (1):

«Спортінг»:  2015
- Володар Суперкубка Португалії (1):

«Спортінг»:  2015
- Володар Кубка португальської ліги (1):

«Спортінг»:  2018
- Володар Кубка Іспанії (1):

«Реал Бетіс»: 2022
Збірна Португалії
- Чемпіон Європи: 2016
- Переможець Ліги націй УЄФА: 2018-19